# Arumatia
Arumatia is een geslacht van wandelende takken uit de familie Diapheromeridae. De wetenschappelijke naam van dit geslacht is voor het eerst voorgesteld door Victor Morais Ghirotto in een publicatie uit 2022. De soorten van dit geslacht komen in Zuid-Amerika voor.

## Soorten
- Arumatia anyami Ghirotto, Crispino & Neves, 2022
- Arumatia aramatia Ghirotto, 2022
- Arumatia crassicercata Ghirotto, Crispino & Engelking, 2022
- Arumatia diamante Ghirotto, 2022
- Arumatia dubia (Caudell, 1904)
- Arumatia fulgens (Zompro, 2004)
- Arumatia motenata Ghirotto, 2022